# Maximilian Karl Theodor von Holnstein

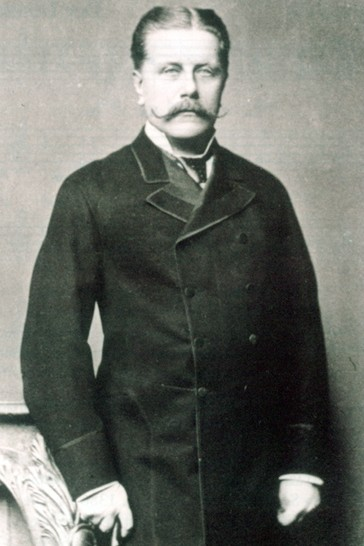
Graf Max von Holnstein, königlich bayerischer Oberststallmeister (genannt der „Roßober“)

Graf Maximilian Karl Theodor von Holnstein aus Bayern (* 19. Oktober 1835 in München; † 1. Februar 1895 auf Schloss Schwarzenfeld) war ein bayerischer Gutsbesitzer und Diplomat. Als Reichsrat und Oberststallmeister des Königs Ludwig II. besaß er erheblichen Einfluss auf die damalige Politik im Königreich Bayern und spielte auch eine bedeutende Rolle bei der Entstehung des „Kaiserbriefes“. Er war 1886 auch an der Entmündigung des Königs beteiligt. 

## Herkunft

Familienwappen der Grafen Holnstein

Max von Holnstein war der Sohn des bayerischen Gutsbesitzers und königlichen Kammerherrn Karl Theodor von Holnstein (1797–1857) und dessen Ehefrau Caroline, geb. Freiin von Spiering (1815–1859). Er war der Urenkel des Grafen Franz Ludwig von Holnstein (1723–1780), dem unehelichen Sohn des Kurfürsten und späteren Kaisers Karl Albrecht von Bayern (1697–1745) und seiner Geliebten Maria Caroline Charlotte von Ingenheim. Das Familienwappen der Grafen von Holnstein weist auf ihre Abstammung von den Wittelsbachern hin. Das Wappen hat als Beizeichen einen roten Bastardfaden, der es als Bastardwappen kennzeichnet. Seit dem Jahr 1794 war das Geschlecht in der heutigen Marktgemeinde Schwarzenfeld in der Oberpfalz ansässig, wo sie neben dem Familiensitz Schloss Schwarzenfeld auch umfangreichen Güterbesitz hatten.

## Gutsbesitzer in der Oberpfalz
Max von Holnstein gehörte früh zu den Vertrauten der bayerischen Prinzen Ludwig (ab 1864 König Ludwig II.) und Otto (ab 1886 König Otto I.), die er bereits aus Kindertagen kannte und deren Spielkamerad er auch war. Seinen Hauptwohnsitz hatte er seit 1857 auf Schloss Schwarzenfeld in der Oberpfalz, von wo aus er seinen Grundbesitz verwaltete. Nach dem Tod seines Vaters wurde Holnstein erblicher Reichsrat sowie Majoratsherr. Er übernahm den Besitz seiner Familie in Schwarzenfeld, Rauberweiherhaus, Thanstein und Pillmersried in der Oberpfalz sowie in Thalhausen und Palzing in Oberbayern. Im Jahr 1863 wurde Holnstein wegen eines mit Pistolen ausgetragenen, gesetzlich verbotenen Ehrenduells mit Hugo Wenzel von Sternbach verurteilt und zu einer Festungshaft verurteilt, im Jahr 1866 jedoch durch Ludwig II. begnadigt und zum königlich bayerischen Oberststallmeister ernannt. Verheiratet war Max von Holnstein mit der fünfzehn Jahre jüngeren Maximiliane von Gumppenberg (* 14. Mai 1850; † 3. September 1937), Enkelin des Prinzen Karl von Bayern.

## Tätigkeit am bayerischen Hof und als Diplomat
Als königlicher Oberststallmeister war Holnstein seit 1866 Mitglied des bayerischen Hofstaates. In dieses Hofamt war er als Nachfolger des Freiherrn Otto von Lerchenfeld-Aham berufen worden, den Ludwig II. Ende 1865 entlassen hatte, weil Lerchenfeld einen Reitknecht, der als Liebhaber des Königs galt, bei der Staatsanwaltschaft wegen eines angeblichen Sittlichkeitsvergehens angezeigt hatte, um ihn vom Hof zu entfernen. Holnstein galt als ehrgeizig, dominant und zupackend. 
Seine politisch wichtigste Rolle hatte Holnstein als Vertrauter des bayerischen Königs und später als Diplomat. Er genoss Ludwigs volles Vertrauen, das er erst drei Jahre vor dessen Entmündigung wegen seines Widerstands gegen die zunehmende Geldverschwendung des Königs verlor. Als Ratgeber des Monarchen war Holnstein unmittelbar an der Entstehung des in Schloss Hohenschwangau geschriebenen „Kaiserbriefes“ beteiligt, der dem preußischen König Wilhelm I. die Kaiserwürde des neu zu gründenden Deutschen Reichs antrug.

### Holnstein und der Kaiserbrief
Im Vorfeld der Abfassung des „Kaiserbriefes“ führte Holnstein im Auftrag des Königs die Verhandlungen mit Otto von Bismarck. Das von Bismarck in seiner Eigenschaft als norddeutscher Bundeskanzler am 27. November 1870 aufgesetzte und durch König Ludwig II. am 30. November 1870 unterzeichnete Schreiben an die deutschen Bundesfürsten trug dem preußischen König Wilhelm die Kaiserwürde des neu gegründeten Deutschen Reichs an und gab damit den Anstoß zur Kaiserproklamation Wilhelms I. im Spiegelsaal von Versailles. Die süddeutschen Könige von Bayern und Württemberg standen der Reichsgründung zunächst kritisch gegenüber, sodass die preußische Diplomatie stark um eine Einigung bemüht war. Dass sich Ludwig II. aufgrund seiner kostspieligen Schlossbauten in einer angespannten Finanzlage befand – vor allem seines privaten Vermögens – war bekannt und wurde schließlich dazu benutzt, um den König zum Einlenken zu bewegen. 
Am 19. November 1870 schickte der preußische Botschafter Graf Werthern ein Telegramm mit folgendem Wortlaut an Bismarck:
„Ganz Geheim. Der König von Bayern ist durch Bauten und Theater in große Geldverlegenheit geraten. Sechs Millionen Gulden würden ihm sehr angenehm sein, vorausgesetzt, dass die Minister nichts erfahren. Für diese Summe würde er sich auch zur Kaiserproklamation und Reise nach Versailles entschließen. Zweck der Reise des Grafen Holnstein ist, mit Ew. Exzellenz hierüber zu sprechen.“
Bei der Abwicklung der Absprachen spielte Holnstein die zentrale Rolle. Die Details der Abwicklung der zugesagten Zahlungen wurden mit ihm festgelegt, und er erhielt für seine Dienste 10 % der an Ludwig fließenden Gelder. Tatsächlich kam es jedoch nicht zu einer Einmalzahlung der geforderten Summe, sondern zu einer Art Leibrente aus den Zinserträgen des Welfenfonds, aus denen dem König ab 1871 bis zu seinem Lebensende 1886 jährlich 300.000 Mark (heute ca. 2 Millionen Euro) zuflossen. Die Abwicklung dieser vor der bayerischen Regierung streng geheim gehaltenen Zahlungen erfolgte stets über Holnstein. Er erhielt dafür die einmalige "Gratifikation" von 164.000 Mark sowie eine jährliche Provision von 17.000 Mark von Bismarck und hatte, was Bismarck nicht wusste, zudem mit Ludwig eine jährliche Provision von 10 %, also 30.000 Mark, vereinbart. Nicht zuletzt diese Leibrente führte dazu, dass König Ludwig bis zu seinem Tod niemals eine Regierung unter Führung der preußenfeindlichen Bayerischen Patriotenpartei berief. 
Bereits am 23. November 1870 hatte sich Bismarck mit den Vertretern der bayerischen Regierung über den Beitritt zum Deutschen Reich geeinigt, wobei Bismarck Bayern große Zugeständnisse machte (eigenes Post- und Fernmeldewesen, eigene Eisenbahnen und in Friedenszeiten ein eigenes Heer), und erklärte, als er von dieser Verhandlung zurückkehrte: „Nun wäre der bayrische Vertrag fertig und unterzeichnet. Die deutsche Einheit ist gemacht, und der Kaiser auch.“ Seine Mitarbeiter fanden den Vertrag unterzeichnet, mit zwei leeren Champagnerflaschen daneben. 
Oberst-Stallmeister Graf Holnstein traf zwei Tage später am 25. November 1870 in Versailles ein, wo er sogleich von Bismarck empfangen wurde, ohne sich zuvor mit der bayerischen Verhandlungsdelegation in Verbindung zu setzen. Über den Verlauf des Gespräches ist nichts bekannt, nur das Ergebnis einer Einigung der Beteiligten. Am 26. November 1870 gab Bismarck dieses, wenn auch in etwas verfremdeter Form, seinen Mitarbeitern bekannt, als er in einem vertraulichen Vermerk, den er dem offiziellen Schreiben an den Leiter der Staatskanzlei Delbrück über die mit den bayerischen Regierungsvertretern am 23. November 1870 abgeschlossenen Verträge beifügte, anmerkte: „Im Anschluss an mein heutiges Schreiben teile ich Ew. pp. noch vertraulich mit, dass ich auch die Kaiserfrage mit den bayrischen Herrn Ministern besprochen und ihre Bereitwilligkeit konstatiert habe, dieselbe durch Anregung Bayerns in Gang zu bringen. Nach ihren Andeutungen nehme ich an, dass ein Schreiben Seiner Majestät des Königs von Bayern an Seine Majestät den König, worin der Antrag gestellt wird, bereits unterwegs ist.“ Tatsächlich hatte er sich aber gerade erst mit Ludwigs Vertreter über dessen Geldforderungen geeinigt und den angeblich erwarteten Brief, den späteren Kaiserbrief, formulierte er am 27. November 1870 vorsichtshalber selber. Von seiner ursprünglichen Forderung, Ludwig müsse persönlich nach Versailles kommen, hatte er Abstand genommen. Den Entwurf des Kaiserbriefes gab er zusammen mit einem persönlichen Schreiben an Ludwig auf den Weg, das er mit überschwänglichen Dankesworten begann: „Allerdurchlauchtigster Großmächtigster König! Für die huldreichen Eröffnungen, welche mir Graf Holnstein nach Befehl Eurer Majestät gemacht hat, bitte ich Allerhöchstdieselben den ehrfurchtsvollen Ausdruck meines Dankes gnädig entgegennehmen zu wollen.“ Er kam dann auf den Kaiserbrief zu sprechen:
„Bezüglich der deutschen Kaiserfrage ist es nach meinem ehrfurchtsvollen Ermessen vor allem wichtig, dass deren Anregung von keiner anderen Seite wie von Eurer Majestät und namentlich nicht von der Volksvertretung zuerst ausgehe. Die Stellung würde gefälscht werden, wenn sie ihren Ursprung nicht in der freien und wohlerwogenen Initiative des mächtigsten der dem Bunde beitretenden Fürsten verdankte. Ich habe mir erlaubt, Holnstein den Entwurf einer etwa an meinen allergnädigsten König und, mit den nöthigen Aenderungen der Fassung, an die anderen Verbündeten zu richtenden Erklärung auf seinen Wunsch zu übergeben.“
Holnstein fuhr zusammen mit den bayerischen Staatsministern, die Bayern bei dem Abschluss des bayerischen Beitrittsvertrags vertreten hatten, im Zug zurück nach München und hatte dort ihnen Bismarcks Entwurf zur Kenntnis gebracht. Am 30. November 1870 traf Holnstein mit diesem Brief in Schloss Hohenschwangau bei Ludwig ein und wurde vom König erst empfangen, als er mitteilen ließ, dass er um 18 Uhr wieder zurück nach Versailles reisen müsse. Er erklärte dem König dann, dass er in jedem Fall wieder nach Versailles fahren werde, sei es mit oder ohne Ergebnis, wobei dann aber damit zu rechnen sei, dass die vor Paris stehenden Truppen Wilhelm I. zum Imperator ausrufen würden. Mit geringfügigen Änderungen schrieb Ludwig Bismarcks Entwurf ab und übergab ihn Holnstein, der ihn zur Siegelung nach München brachte. In einen Begleitbrief bat Ludwig seinen Kabinettsekretär, den Brief zu überprüfen und, sollte ihm ein anders gefasster Brief als angemessener erscheinen, „so zerschlägt sich die Sache und ich ermächtige Sie, den Brief an den König von Preußen zu zerreißen.“ Der Kabinettsekretär indessen siegelte den Brief am 1. Dezember, und Holnstein traf schon am nächsten Tag wieder in Versailles ein, wo er den Brief Ludwigs Onkel, Prinz Luitpold von Bayern, übergab. Am 3. Dezember 1870 jubelte Bismarck in einem Telegramm an Graf Werthern, den preußischen Botschafter in München: „Sagen Sie Graf Bray, Seine Majestät der König habe mit lebhaftem Dank aus den Händen seiner Königlichen Hoheit des Prinzen Luitpold das Schreiben seiner Majestät des Königs Ludwig vom 30.11. entgegengenommen und danke dem König Ludwig für die neue Bethätigung der vaterländischen Gesinnung seiner Majestät. Die am Reichstage befürchteten Schwierigkeiten wegen der Verträge werden, wie ich hoffe, damit überwunden sein.“

### Holnsteins Einfluss auf Ludwig II.
Die Verdienste Holnsteins um die deutsche Einigung hat Bismarck folgendermaßen gewürdigt: „Der Graf Holnstein hat sich durch die in einer schlaflosen Woche zurückgelegte doppelte Reise und durch die geschickte Durchführung seines Auftrages in Hohenschwangau ein erhebliches Verdienst um den formalen Abschluss unsrer nationalen Einigung durch Beseitigung der äußeren Hindernisse der Kaiserfrage erworben.“ Graf Werthern, dem preußischen Botschafter in München, empfiehlt Bismarck am 24. Dezember 1870 im Zusammenhang mit der als unsicher erscheinenden Ratifizierung der bayerischen Beitrittsverträge durch das bayerische Parlament, sich über die Stellung des Königs zu dieser Frage „auch mit dem Grafen Holnstein zu besprechen, welcher von den Absichten und Auffassungen des Königs am besten unterrichtet ist.“
Am bayerischen Hof in München galt Holnstein – der seinerzeit außerhalb Bayerns als „Pferde-Exzellenz“ bekannt war und vom bayerischen Volk gewöhnlich als „Roßober“ tituliert wurde – als graue Eminenz, dessen Einfluss auf König Ludwig II. sprichwörtlich war. Graf Hugo von Lerchenfeld-Köfering, der königlich bayerische Staatsrat und Gesandte am königlich preußischen Hof (er war der Vater des späteren bayerischen Ministerpräsidenten Graf Hugo Lerchenfeld-Köfering) urteilte: „Nur ein Mann hat neben Richard Wagner eine gewisse Rolle im Leben Ludwigs II. gespielt, das war der Oberststallmeister Graf Max von Holnstein. Holnstein war eine bemerkenswerte Persönlichkeit von herkulischem Körperbau und von großer Energie. Furcht kannte er nicht... Er neigte stark zum Jähzorn und konnte dann auch brutal werden“.
Fürst Philipp zu Eulenburg berichtete 1882 von einer Beobachtung: „Holnstein muss irgendeine wunderliche Sache des Königs wissen und diese als Waffe benutzen – der König liebt ihn nicht mehr und gehorcht ihm doch.“ Behauptungen einer möglichen homophilen Verbindung des „Märchenkönigs“ mit seinem Stallmeister in einem Buch des Autors Alfred Wolfsteiner waren noch 2005 Gegenstand einer gerichtlichen Auseinandersetzung mit den Nachfahren Holnsteins. Eine solche erscheint ausgeschlossen, jedoch fürchtete Ludwig den Grafen nicht nur aufgrund seiner Skrupellosigkeit und Intriganz, sondern tatsächlich scheint sich Holnstein in den Besitz der Liebesbriefe Ludwigs an seinen einstigen Liebhaber Paul von Thurn und Taxis gesetzt und den König damit erpresst zu haben. Vor allem aber war der König wegen der geheimen preußischen Zahlungen von ihm abhängig.

### Ungnade und spätere Laufbahn
Im Jahr 1883 fiel Holnstein bei König Ludwig II. quasi über Nacht in Ungnade. Ein angeblicher Grund dafür war die Weigerung des ehemaligen Günstlings, weiter Geld für Ludwigs exzessive und schuldenträchtige Baulust zu beschaffen (etwa für das Schloss Herrenchiemsee). Richtig war aber, dass Graf Holnstein seit 1870 Personen bestach und falsche Hauptzeugen gegen den König agieren ließ. Er ließ Diener bestechen, die ihm als Zuträger dienten und hat mündliche Nachrichten verschärft, frisiert und so Materialien gesammelt, die später dem Arzt von Gudden überbracht worden sind. Graf Holnstein spielte Zeit seines Dienstes am bayerischen Hof ein Doppelspiel. 
Als Ludwig II. schließlich am 8. Juni 1886 auf Betreiben der Regierung durch die Ärzte Bernhard von Gudden, Friedrich Wilhelm Hagen junior, Hubert von Grashey und Max Hubrich (1837–1896) in einem Gutachten für „seelengestört“ und „unheilbar“ erklärt wurde, war auch Max von Holnstein an der Entmündigung maßgeblich beteiligt. Neben Graf Clemens Maria zu Toerring-Jettenbach wurde auch Holnstein zum Vormund (Kurator) des Königs bestimmt. Beide gehörten zu der Kommission, die den König in der Nacht zum 10. Juni 1886 auf Schloss Neuschwanstein in Gewahrsam nehmen und nach Linderhof bringen sollte, die jedoch stattdessen von der herbeigerufenen Polizei und aufgebrachten Bauern im Torhaus des Schlosses eingesperrt wurde. Dort ritzte Holnstein, bis heute sichtbar, seinen Namen und das Datum in die Wand des Kerkers. Er kehrte am nächsten Nachmittag, nachdem die Regierung neue Polizisten geschickt hatte, nach München zurück und organisierte die Unterbringung des Königs im Schloss Berg, wo Ludwig nach erfolgreicher Festnahme durch ein Ärztekomitee drei Tage später den Tod finden sollte.
„Wenn ich dem König schade, will ich erblinden“, soll Holnstein der Überlieferung zufolge einmal gesagt haben. Nach dem Tod König Ludwigs II. blieb er bis 1892 Oberststallmeister bei Prinzregent Luitpold, und wie das Schicksal es wollte, war er am Lebensende vollkommen erblindet.
Als Diplomat und Höfling erhielt Holnstein im Laufe seines Lebens zahlreiche bayerische und internationale Ehrungen und Auszeichnungen. Er war unter anderem Generalmajor à la suite der Armee, Ehrenritter des souveränen Malteserordens und Vorstand der königlich bayerischen Hofjagdinstanz.

## Unternehmer und Lebensabend

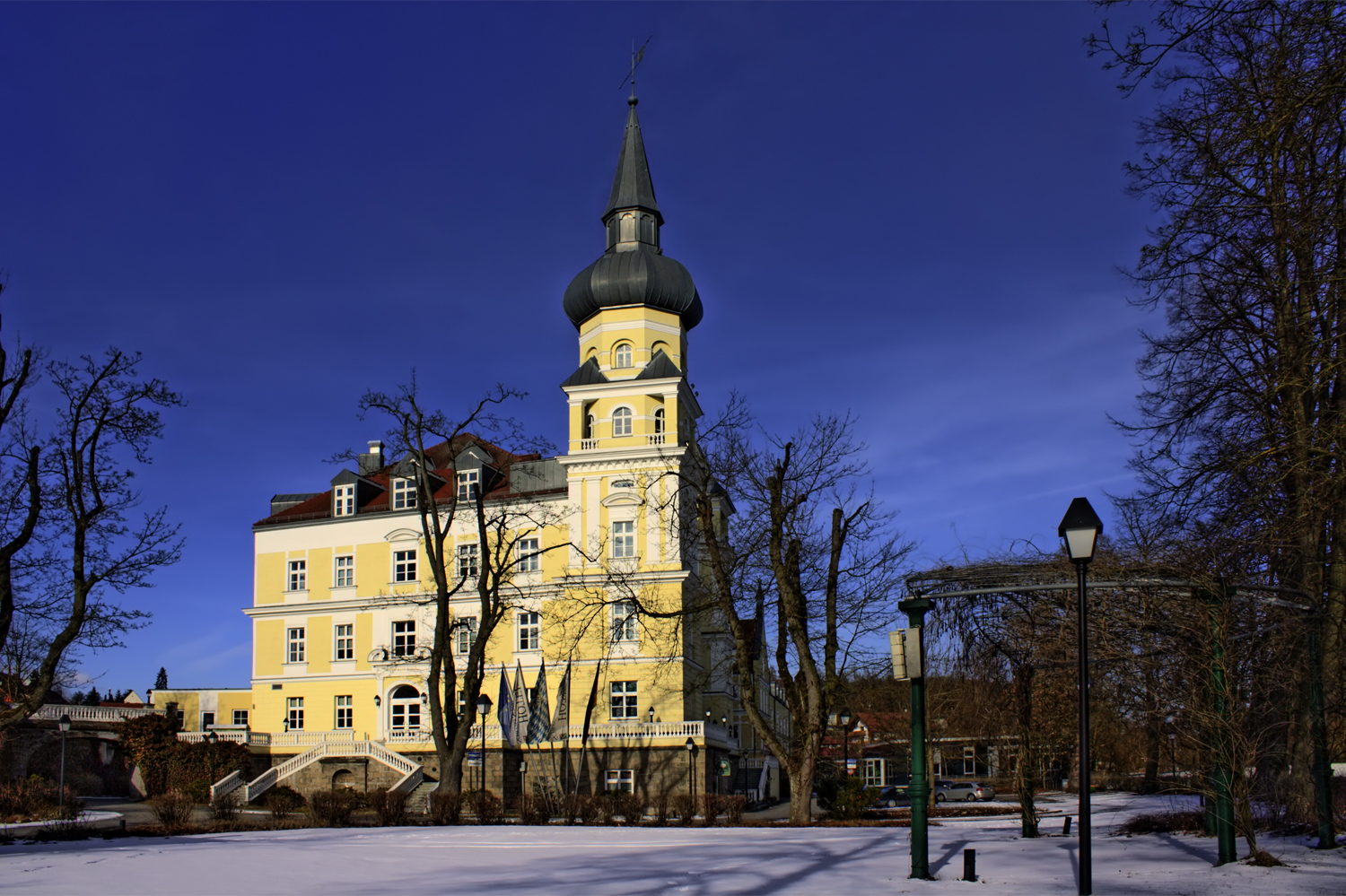
Schloss Schwarzenfeld, Oberpfalz

Nach dem Ende seiner Tätigkeit am bayerischen Hof zog sich Max von Holnstein 1893 auf sein Schloss in Schwarzenfeld zurück, das er seit 1857 bewohnte. Er war auch wirtschaftlich erfolgreich, gehörte unter anderem zu den Mitgründern der Bayerischen Vereinsbank und war Vorsitzender im Gründungsaufsichtsrat der Tonwarenfabrik Schwandorf AG. In Schwarzenfeld ließ er den Schlossbau in den Jahren von 1890 bis 1892 durch Julius Hofmann um das Nebengebäude und um die beiden Türme im Stile des damals populären Baustils des Historismus erweitern. Zeitweilig waren bis zu 160 Arbeiter am Umbau beteiligt, der dem Schloss nun sein endgültiges Aussehen gab. Dabei wurden auch umliegende Gebäude abgebrochen, um den Blick auf das Schloss freizugeben. Kurz nach der Fertigstellung nutzte der Graf das Schloss als Ruhesitz, wo er im Jahr 1895 gänzlich erblindet starb. Bestattet wurde Max von Holnstein in dem bereits 1882 bis 1884 auf sein Geheiß erbauten Mausoleum auf dem  Friedhof von Schwarzenfeld, wo auch seine Familie ihre letzte Ruhestätte fand.
Seine Witwe  Maximiliane (1850–1937), geborene von Gumppenberg, und seine Nachfahren bewohnten das Schloss Schwarzenfeld nur noch wenige Jahre. Nach dem Auszug der Gräfin Maximiliane im Jahr 1907 blieb das Schloss bis auf kurzzeitige Verpachtungen lange ungenutzt. Finanznöte zwangen Maximiliane von Holnstein 1936 dazu, es an die NS-Volkswohlfahrt Berlin zu verkaufen.